# Le Baquet de Mesmer
Pour plus de détails, voir Fiche technique et Distribution.
Le Baquet de Mesmer est un film de Georges Méliès sorti en 1905 au début du cinéma muet.

## Synopsis
Le fameux Docteur Mesmer, inventeur du Mesmérisme, présente une expérience réalisée avec un baquet en bois, apporté par quatre laquais. Il en sort des robes dont il habille huit statues qui s’animent et dansent. Une 9e statue qui dominait la fontaine exécute une danse excentrique et acrobatique.

## Distribution
- Georges Méliès : Dr Mesmer